# Daniel Santiago
Daniel Rabha Nunes Santiago (Niterói, 10 de outubro de 1978) é um velejador brasileiro.
Nascido em Niterói, mas criado em Angra dos Reis, Daniel é formado em Direito e começou a participar de competições na década de 90.
Participou dos Jogos Pan-Americanos de 2003, em Santo Domingo, na República Dominicana, competindo pela classe J24, onde foi medalha de prata. Como um dos representantes do país nos Jogos Pan-Americanos de 2007, no Rio de Janeiro, ganhou medalha de ouro na mesma classe. Quatro anos mais tarde, em Guadalajara, no México, repetiu o feito dos últimos jogos, ao lado de Maurício Oliveira, Guilherme Hamelmann e Alexandre Saldanha, e ganhando o segundo ouro da carreira.
Paralelamente à carreira de atleta, Daniel trabalhou durante cinco anos como consultor jurídico na Fundação de Turismo de Angra dos Reis, conhecida como TurisAngra, órgão do qual é atualmente presidente. Desde dezembro de 2009, dirige a Secretaria de Esporte e Lazer da cidade.